# Condado de Levy
El condado de Levy (en inglés: Levy County) es un condado ubicado en el estado de Florida. En 2000, su población era de 34 450 habitantes. Su sede está en Bronson.

## Historia
El Condado de Levy fue creado en 1845. Su nombre es el de David Levy Yulee, miembro del Senado de los Estados Unidos entre 1845 y 1851 y entre 1855 y 1861.

## Demografía
Según el censo de 2000, el condado cuenta con 34 450 habitantes, 13 867 hogares y 9679 familias residentes. La densidad de población es de 12 hab/km² (31 hab/mi²). Hay 16 570 unidades habitacionales con una densidad promedio de 6 u.a./km² (15 u.a./mi²). La composición racial de la población del condado es 85,88% Blanca, 10,97% Afroamericana o Negra, 0,47% Nativa americana, 0,37% Asiática, 0,03% De las islas del Pacífico, 0,96% de Otros orígenes y 1,32% de dos o más razas. El 3,89% de la población es de origen Hispano o Latino cualquiera sea su raza de origen.
De los 13 867 hogares, en el 27,40% de ellos viven menores de edad, 53,40% están formados por parejas casadas que viven juntas, 11,80% son llevados por una mujer sin esposo presente y 30,20% no son familias. El 24,90% de todos los hogares están formados por una sola persona y 11,60% de ellos incluyen a una persona de más de 65 años. El promedio de habitantes por hogar es de 2,44 y el tamaño promedio de las familias es de 2,88 personas.
El 23,60% de la población del condado tiene menos de 18 años, el 6,90% tiene entre 18 y 24 años, el 25,00% tiene entre 25 y 44 años, el 26,60% tiene entre 45 y 64 años y el 17,90% tiene más de 65 años de edad. La edad media es de 41 años. Por cada 100 mujeres hay 94,00 hombres y por cada 100 mujeres de más de 18 años hay 90,80 hombres.
La renta media de un hogar del condado es de $26 959, y la renta media de una familia es de $30 899. Los hombres ganan en promedio $26 029 contra $20 252 para las mujeres. La renta per cápita en el condado es de $14 746. 18,60% de la población y 15,00% de las familias tienen rentas por debajo del nivel de pobreza. De la población total bajo el nivel de pobreza, el 25,80% son menores de 18 y el 12,90% son mayores de 65 años.

## Ciudades y pueblos

### Municipalidades
- Bronson
- Cedar Key
- Chiefland
- Fanning Springs
- Inglis
- Otter Creek
- Williston
- Yankeetown

### No incorporadas
- Andrews
- East Bronson
- East Williston
- Manattee Road
- Williston Highlands